# 森利真
森 利真（もり としざね ）は、江戸時代中期の出羽国米沢藩藩士。家格は与板組、後に侍組。甥は森城長（此面）。石高は初め二人半扶持3石取り、最終的には350石。
8代藩主上杉重定が部屋住みだった時代からの側近であり、藩政を牛耳っていた清野秀佑が辞職すると代わって藩政を牛耳る。地方行政機構の整備や商業積極策をとる一方で、自分よりも上の役職者である奉行や侍頭をも処分するほどの専制的な政治や森一族、商人優遇などに門閥譜代や藁科松伯とその門下を初めとする米沢藩士や領民が不満をもち、さらに米沢藩政の混乱が江戸幕府幕閣にも話題となったために、米沢城二の丸の会談所「奉行詰めの間」に江戸家老の竹俣当綱に呼び出された上で刺殺され、改易となった。

## 生涯
侍組の森平太夫の次男として誕生し、初め森仙次郎利貞と称する。享保4年（1719年）に与板組で一族である森直義の養子となって、家督相続し、与板組で二人半扶持3石取りとなる。元文元年（1736年）に当時部屋住みであった上杉重定の小姓となる。

### 台頭
延享3年（1746年）に上杉宗房が嗣子なくして死去し、重定が藩主となると森の出世が始める。
延享4年（1747年）に手水番となり、寛延2年（1749年）に30石に加増され、宝暦4年（1754年）には重定の側役となって50石となり、宝暦6年（1756年）には小姓頭次役となり、宝暦7年(1757年)には家格を侍組に進めるという異例の出世をする。ちょうどこの年に藩の執政で奉行筆頭として26年間藩政を牛耳ってきた清野秀佑が辞職したため、これ以降、森が藩政の実権を握ることになる。その後、200石の加増を受けて250石となり、これまで侍組出身者が就任することが慣例であった小姓頭に、それ以外の身分出身として初の就任を果たす。
藩政においては、宝暦7年（1757年）に郡奉行職や、世襲の代官の補佐としての副代官職を新設し、これらの統括として郡代所（司農所）を設ける。また、村の支配においてはこれまでの肝煎の上に数か村単位で大庄屋を置いて中単位の郡村支配体制を編成した。
財政、商業政策では積極かつ強引な政策をとり、財政救済のためにこれまでの藩士からの借り上げを増し、町人や農民にも人別銭を徴収し、商売する武士に役銀を課す一方、郡代所に財政顧問として城下町商人や江戸商人を参画させたり、城下商人や富農に御用金取り立て代償とした士分取り立てを行った。また、米、綿、紅花などの預札の売買を問屋役元の統制下に許可したり、藩の特産物である青苧のうち、藩が一定値段で買い上げる役苧の増大を計ったりして租税増収策をとった。この他、下情を知る為に「沙汰聞」を置いたり、米沢藩の京都藩邸売却や藩主家家宝質入れを行った。
しかし宝暦10年（1760年）には役苧の増大を計って、耕作者による売買が自由な商人苧の発展が進んだ北条郷諸村の商人苧を役苧同様に取り立てるとした政策をとったために、青苧騒動が起こる。結果的には首謀者ら10名や百姓9名が遠流及び罰金に処され、役苧化取り消しの願書を受け取った代官の改易を行ったが、政策を撤回した。また、郡奉行職をこの年に廃止し、代わって郡代所を置き、自ら郡代所頭取となって350石知行し、宝暦12年（1762年）には郡代所頭取のまま、小姓頭を兼務する。
このほか宝暦7年に侍頭兼二の丸奉行の平林正相を罷免し、竹俣当綱の知行1000石のうち300石を削減して閉門にするといった譜代重臣にもおかまいなしの政治の専権や兄や甥を小姓頭に登用などの森一党を昇進させるなどの身内優遇や、加賀国の商人で金子調達先の佐々木左京との公金乱用などの商人癒着や公私混同な振る舞い、先述の政策により多くの領民や藩士の恨みを買うところとなる。また、旧来の金主で蝋専売の特許を与えていた江戸の御用商人三谷三九郎に代わり野挽甚兵衛に専売権を与えようとして三谷からの融資の途が断たれる。

### 暗殺
当時江戸家老であった竹俣当綱は事前に藁科松伯ら同志や奉行の芋川正令や千坂高敦などの国許の門閥と事前に密約を結んだ上で急遽宝暦13年2月7日（1763年）に密かに江戸から米沢に入る。翌日夜に森は竹俣に米沢城二之丸の会談所奉行詰めの間に呼び出され、竹俣に17か条の罪状を詰問された末に刺殺される。
なお、「上杉鷹山のすべて」の『上杉鷹山の登場』（萩慎一郎執筆）では森が郡代所頭取兼小姓頭になった宝暦12年に、江戸幕府の目安箱に米沢藩政に関する箱訴が行われ、破棄になるという事が起こる。さらに宝暦13年1月（1763年）にも米沢藩政に関する箱訴が行われ、幕閣でも話題となり、2回目の箱訴は焼捨しない可能性があるという情報が酒井忠香より米沢藩江戸藩邸にもたらされたことによるとしている。
また宝暦13年（1763年）には毎年恒例の藩士からの半知借り上げが珍しく行われておらず、加えてこの年8月に11人の米沢藩士が尾張藩に対し、芋川正令ら4名を「重定に諂諛」の家老、千坂高敦や竹俣当綱ら6名を穏便に過ごす「重定に忠義」の家老として米沢藩首脳部の無能さを訴え、親族で徳川御三家である尾張藩から重定に藩政改革を要求するように依頼している。
このため『上杉鷹山の登場』では、森暗殺は家中の藩政批判に対する政治責任を森に転嫁集中して引き負わせ、当面の危機を乗り切ると同時にこれを契機に藩政改革着手を明記し、藩主に藩政刷新を要求することで幕府に米沢藩自ら藩政混乱を浄化する姿勢を示す意味合いもあったと考察している。
なお森は東寺町の西光寺に埋葬されたが、後に廃寺となる。

### 暗殺後
森平右衛門家は苗字断絶、家財没収となる。
明和2年（1765年）には第一の腹心であった栗田と駒形の処分が行われるなど、森一党は要職から追放されることとなる。
また京都藩邸買戻しや御用金調達者の士分取り立てや役職付与の禁止、郡代所及び会談所の統合、それまで藩政に重用された城下町特権商人の罷免や三谷三九郎との関係修復といった森政治の否定が行われた。